# Aeropuerto Internacional Guillermo Anderson
El Aeropuerto Internacional Guillermo Anderson, previamente conocido como Aeropuerto Internacional Golosón (IATA: LCE, OACI: MHLC) es un aeropuerto civil y militar hondureño ubicado en el litoral atlántico en la ciudad de La Ceiba. Es uno de los cinco aeropuertos internacionales con los que cuenta Honduras. Posee unas instalaciones que fueron remodeladas y finalizadas en 2004. Actualmente es la base principal de Aerolíneas Sosa, Aerocaribe de Honduras y Lanhsa y anteriormente fue la base en Honduras para TACA Regional (operado por Isleña Airlines). Antes de la formación de otras aerolíneas en el país, el aeropuerto servía de cabotaje o tránsito obligatorio para viajar a las Islas de la Bahía y el departamento de Gracias a Dios, ahora con otras aerolíneas, hacen vuelos directos a estas zonas desde San Pedro Sula y Tegucigalpa.  
El Aeropuerto Internacional Guillermo Anderson está ubicado a 10 kilómetros al oeste del centro de la ciudad de La Ceiba y a 12 metros sobre el nivel del mar. Sus amplias y modernas instalaciones incluyen salas de llegadas y de abordaje internacional y nacional. El acceso para la moderna Terminal aérea cuenta además con facilidades para visitantes discapacitados.  
La Terminal Aérea cuenta con 3900 metros cuadrados y recibe un promedio de 25 operaciones diarias entre aterrizajes y despegues, los días lunes y viernes recibe vuelos provenientes de la Isla del Gran Caimán, adicional las horas de operación del aeropuerto son desde las 06:00 horas hasta la 22:00, hora local. 
La pista 2949 metros de largo y 45 metros de ancho, calle de rodaje 23 metros de ancho, Concreto Asfáltico con las cabeceras de pista 07 y 25 que son Instrumental de no precisión. El aeropuerto cuenta con la tercera pista más larga de América Central solo por detrás de la pista aérea de San Salvador y la de San José de Costa Rica.
La capacidad del estacionamiento vehicular es de 141 vehículos para pasajeros, empleados y concesionarios en cuando al transporte Terrestre el aeropuerto cuenta con  servicio de taxis y 1 empresa de renta de vehículos.
El 10 de diciembre de 2024, fue aprobado por unanimidad de votos en el Congreso Nacional de Honduras, el cambio de nombre a "Guillermo Anderson Avilés", esto como un homenaje póstumo al cantante y compositor nacido en La Ceiba, Atlántida, municipio dónde se ubica esta terminal aérea.

## Aerolíneas y destinos

### Pasajeros
| Ciudades por países       | Nombre del aeropuerto                          | Aerolíneas                                        |                           |                           |                           |
| Centroamérica y El Caribe | Centroamérica y El Caribe                      | Centroamérica y El Caribe                         | Centroamérica y El Caribe | Centroamérica y El Caribe | Centroamérica y El Caribe |
| ------------------------- | ---------------------------------------------- | ------------------------------------------------- | ------------------------- | ------------------------- | ------------------------- |
| Honduras                  |                                                |                                                   |                           |                           |                           |
| Tegucigalpa               | Aeropuerto Internacional Toncontín             | Aerolíneas Sosa / CM Airlines / LANHSA            |                           |                           |                           |
| San Pedro Sula            | Aeropuerto Internacional Ramón Villeda Morales | Aerolíneas Sosa                                   |                           |                           |                           |
| Roatán                    | Aeropuerto Internacional Juan Manuel Gálvez    | CM Airlines / Aerolíneas Sosa / LANHSA            |                           |                           |                           |
| Utila                     | Aeropuerto de Utila                            | CM Airlines                                       |                           |                           |                           |
| Guanaja                   | Aeropuerto de Guanaja                          | Aerocaribe de Honduras / CM Airlines / LANHSA     |                           |                           |                           |
| Puerto Lempira            | Aeropuerto de Puerto Lempira                   | Aerocaribe de Honduras / Aerolíneas Sosa / LANHSA |                           |                           |                           |
| Islas Caimán              |                                                |                                                   |                           |                           |                           |
| Gran Caimán               | Aeropuerto Internacional Owen Roberts          | Cayman Airways                                    |                           |                           |                           |

### Vuelos chárter
| Aerolíneas   | Destinos |
| ------------ | --- |
| SAP Honduras | Roatán, Utila, Guanaja, Puerto Lempira, San Pedro Sula, Tegucigalpa y otros aeropuertos internacionales en Centroamérica y Norteamérica, como Cancún, Cozumel, Tapachula, ciudad de Belice y San Salvador. |

### Carga
- DHL
  - Miami / Aeropuerto Internacional de Miami (por temporada)

## Tarifas aeronáuticas
Tarifa de aterrizaje Internacional

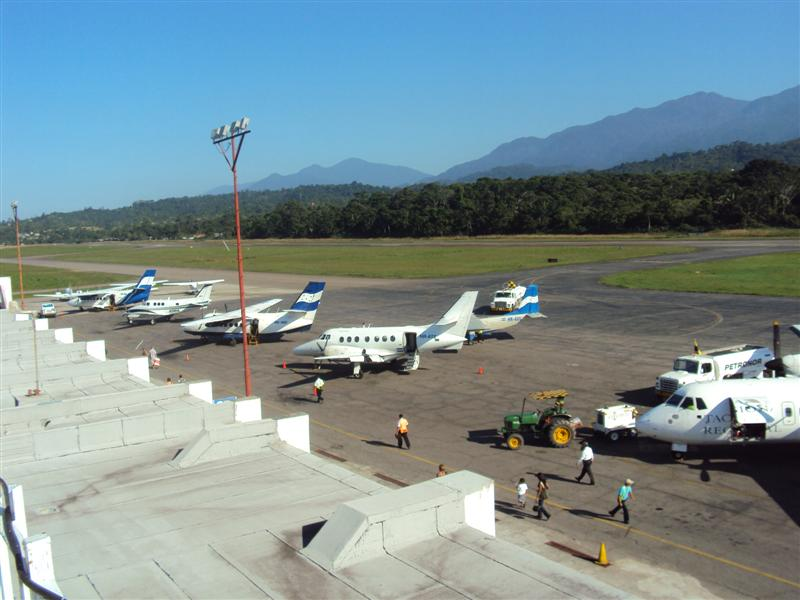
Vista del aeropuerto y su pista de aterrizaje desde la terminal.

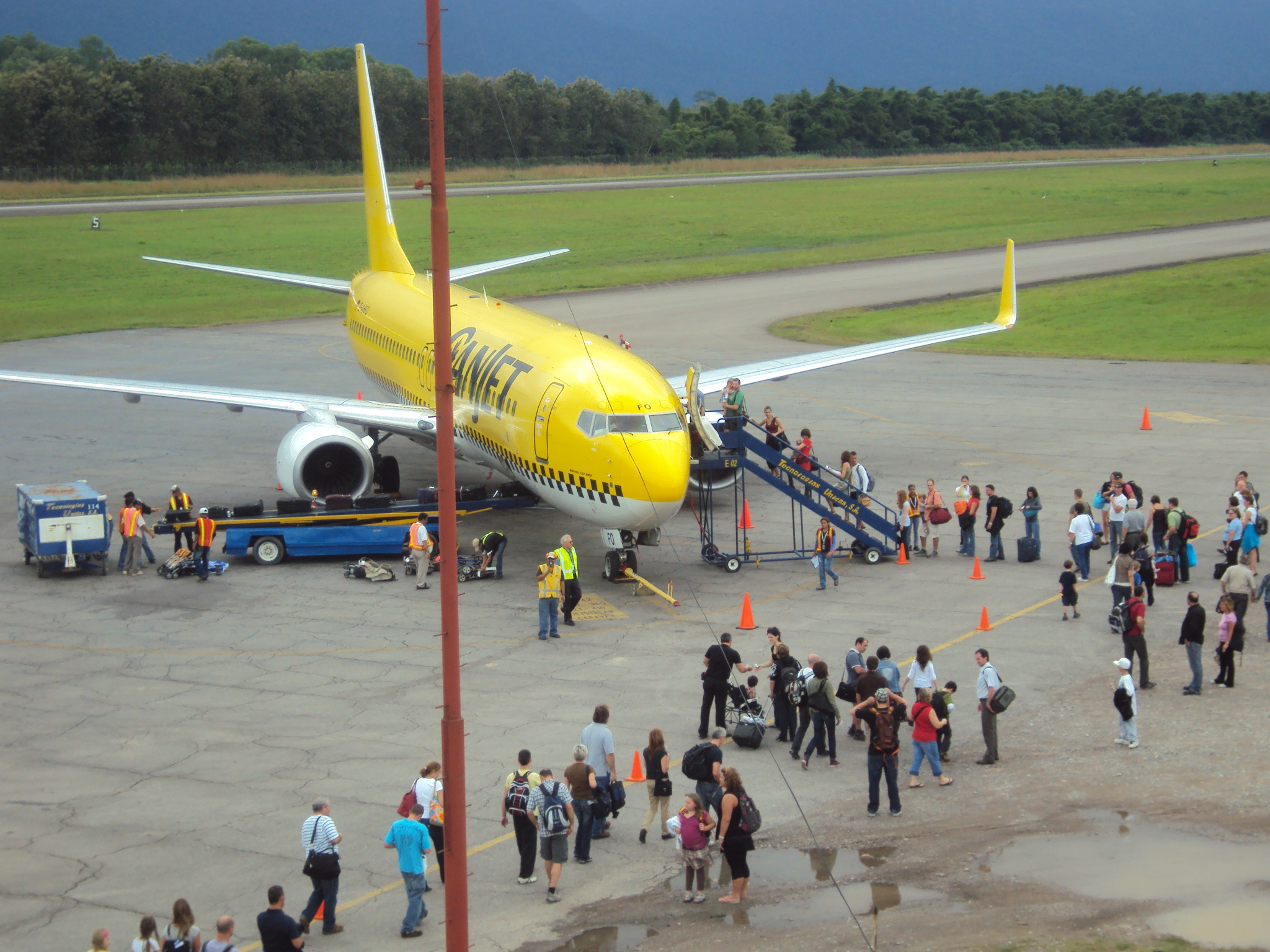
Vuelo chárter de la aerolínea canadiense CanJet en el Aeropuerto Internacional Golosón en 2010.

US $ 2.87 por cada tonelada de 2,000 libras, tomando como base el peso máximo de despegue (PMD) contenido en el certificado de aeronavegabilidad, manual de operaciones o el manual de mantenimiento de la aeronave. (Da derecho a 6 horas de estacionamiento gratis). Facturación mínima US $ 9.55
Tarifa de aterrizaje doméstica
US $ 1.20 por cada tonelada de 2,000 libras, tomando como base el peso máximo de despegue (PMD) contenido en el certificado de aeronavegabilidad, manual de operaciones o el manual de mantenimiento de la aeronave. (Da derecho a 6 horas de estacionamiento gratis). Facturación mínima  $5.97
Tarifa de estacionamiento para aeronaves que realizan Operaciones Internacionales
US $ 0.46 por hora por cada tonelada de 2,000 libras, tomando como base el peso máximo de despegue (PMD) contenido en el certificado de aeronavegabilidad, manual de operaciones o el manual de mantenimiento de la aeronave. (Se cobra después de 6 horas de estacionamiento).
Tarifa de estacionamiento para aeronaves que realizan Operaciones Nacionales
US $ 0.46 por hora por cada tonelada de 2,000 libras, tomando como base el peso máximo de despegue (PMD) contenido en el certificado de aeronavegabilidad, manual de operaciones o el manual de mantenimiento de la aeronave.
Tarifa de Iluminación vuelo Internacional
US $ 1.43 por cada tonelada de 2,000 libras, tomando como base el peso máximo de despegue (PMD) contenido en el certificado de aeronavegabilidad, manual de operaciones o el manual de mantenimiento de la aeronave. (Se cobra después de 6 horas de estacionamiento).
Facturación mínima US $ 5.97
Tarifa de Iluminación vuelo de cabotaje
US $ 0.46 por cada tonelada de 2,000 libras, tomando como base el peso máximo de despegue (PMD) contenido en el certificado de aeronavegabilidad, manual de operaciones o el manual de mantenimiento de la aeronave. Facturación mínima US $ 3.57

## Accidentes

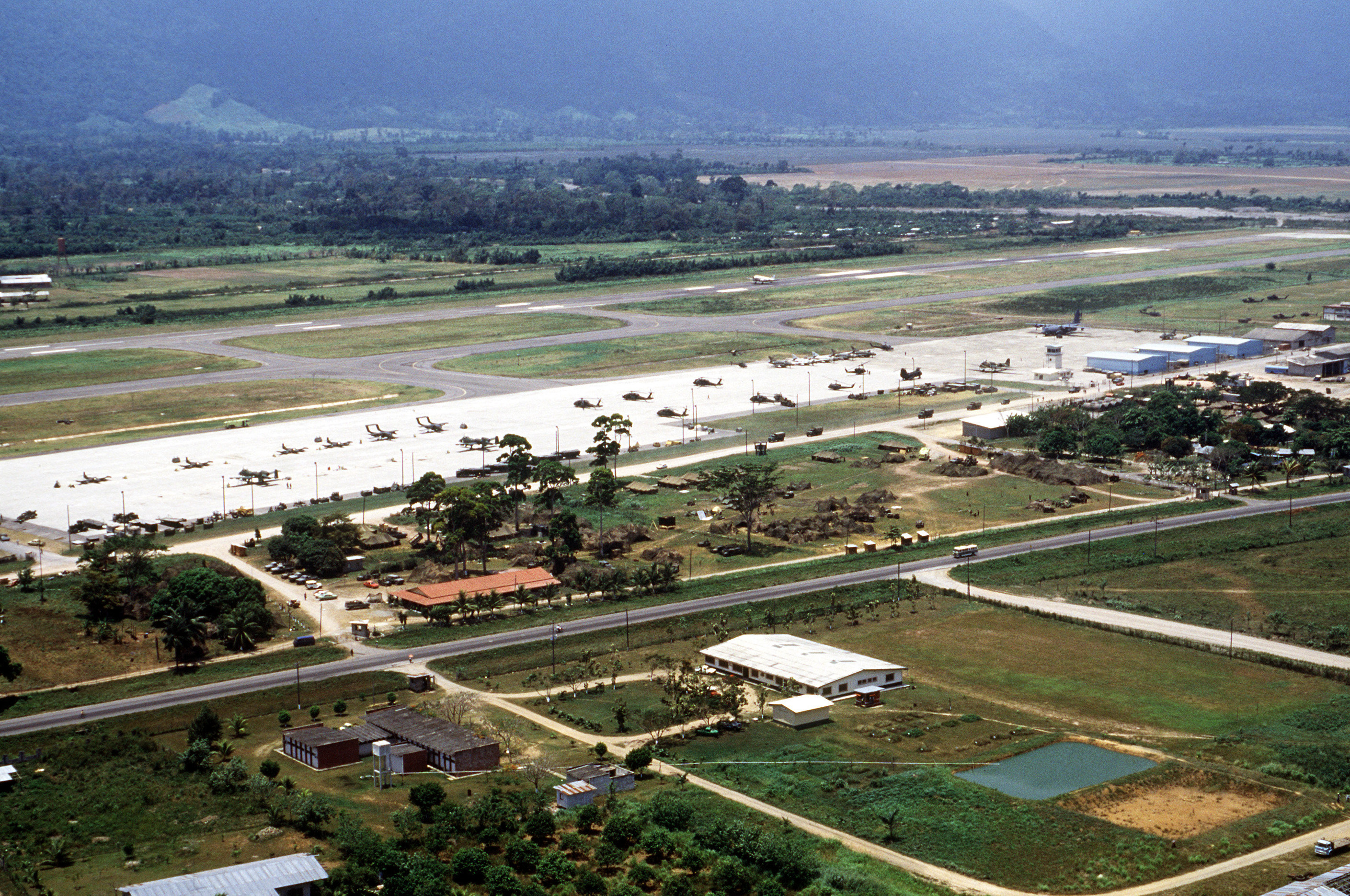
Vista aérea del Aeropuerto Internacional Golosón en 1987 con varios helicópteros militares.

3 de marzo de 1997: Un Let L-410UVP-E de la empresa Aerolíneas Sosa que tenía como destino Puerto Lempira en la Mosquitia Hondureña se precipitó segundos después de haber despegado sobre la pista, según informes fue un error humano, de los 19 pasajeros y 2 tripulantes nadie salió seramente herido.
19 de noviembre de 1997: un avión GAF Nomad N.24A de la Aerolínea Rollins Air que llevaba 9 pasajeros y 2 tripulantes, reportó problemas con el tren de aterrizaje a la torre de control de La Ceiba, la cual le ordenó regresar al Aeropuerto, durante el aterrizaje todo fue normal pero al momento del desembarque el tren de aterrizaje se hundió, algunos pasajeros presentaron heridas leves.
27 de noviembre de 1997: Un segundo GAF Nomad N.24A de la empresa Aérea Rollins Air que tenía como destino la isla de Roatán, se vio obligado a regresar a la ciudad debido al mal clima que había en la isla. Este se estrelló durante la aproximación debido a un choque con un buitre o zopilote el cual averió el motor número 2 haciendo que este se separara parcialmente del ala y que las hélices chocaran con el fuselaje del aparato. De los 10 pasajeros y los 2 tripulantes nadie salió seriamente lastimado.
7 de marzo de 1998: Un Let 410UVP de la empresa Aerolíneas Sosa que tenía como destino la Isla de Roatán, tuvo problemas en un motor poco después del despegue, lo que obligó a la tripulación hacer una vuelta para regresar al aeropuerto. Durante el viraje el ala golpeó una casa, causando que el avión perdiera el control y se precipitara sobre la carretera, de las 17 personas a bordo nadie perdió la vida.
3 de febrero de 2007: Un Boeing 737-200 de la empresa aérea local Atlantic Airline, con 39 pasajeros a bordo, aterrizó de emergencia luego de que su tren de aterrizaje sufriera desperfectos. La aeronave despegó con destino a la isla de Gran Caimán. Sin embargo, su tren de aterrizaje no salió de su compartimiento en el avión. "Por esa causa, las autoridades aeroportuarias de Gran Caimán le impidieron que descendiese en ese lugar... y la nave regresó a La Ceiba". Al volar sobre los cielos hondureños de nuevo, el avión fue escoltado por un caza de la fuerza aérea, que le transmitió instrucciones en pleno vuelo hasta que el tren de aterrizaje funcionó normalmente. El Boeing descendió entonces al Aeropuerto Golosón, en medio de una serie de medidas de seguridad impulsadas por los bomberos. Sus pilotos dieron varias vueltas sobre la pista para gastar el combustible de la nave a fin de aterrizar sin peligro de una explosión.
26 de agosto de 2008: Un Britten Norman BN-2A Islander del aerolínea local Honduras Air que tenía como destino Puerto Lempira se accidentó en una de las alcantarillas del aeropuerto a la hora de despegar, esto fue debido al mal clima que había en la ciudad en ese momento, de los 10 ocupantes nadie salió gravemente herido.
Año 2020, incidentes ocasionados por las tormentas Eta e Iota: Para el año 2020, debido a las tormentas Eta y Iota que azotaron Centroamérica por consecuencia a Honduras, el aeropuerto internacional Ramón Villeda Morales de San Pedro Sula, sufrió severos daños en su estructura, por lo cual resultó inoperable, esto obligó al gobierno de Honduras, por presiones del alcalde de la ciudad de La Ceiba, Cámara de Comercio de Atlántida, diputados, y gran parte de la población a realizar un estudio para recibir vuelos internacionales en el Aeropuerto Golosón de La Ceiba, el cual ya recibía con frecuencia vuelos del Gran Caimán y vuelos chárter provenientes de Canadá, estos últimos con menos frecuencia. Los estudios dieron como resultado que Air Europa confirmara que operará desde el 10 de diciembre del 2020 en el Aeropuerto Golosón. Está previsto que las empresas de encomiendas como DHL y Amerijet tomen en cuenta la opción de mover sus cargas por medio de esta pista.

## Galería

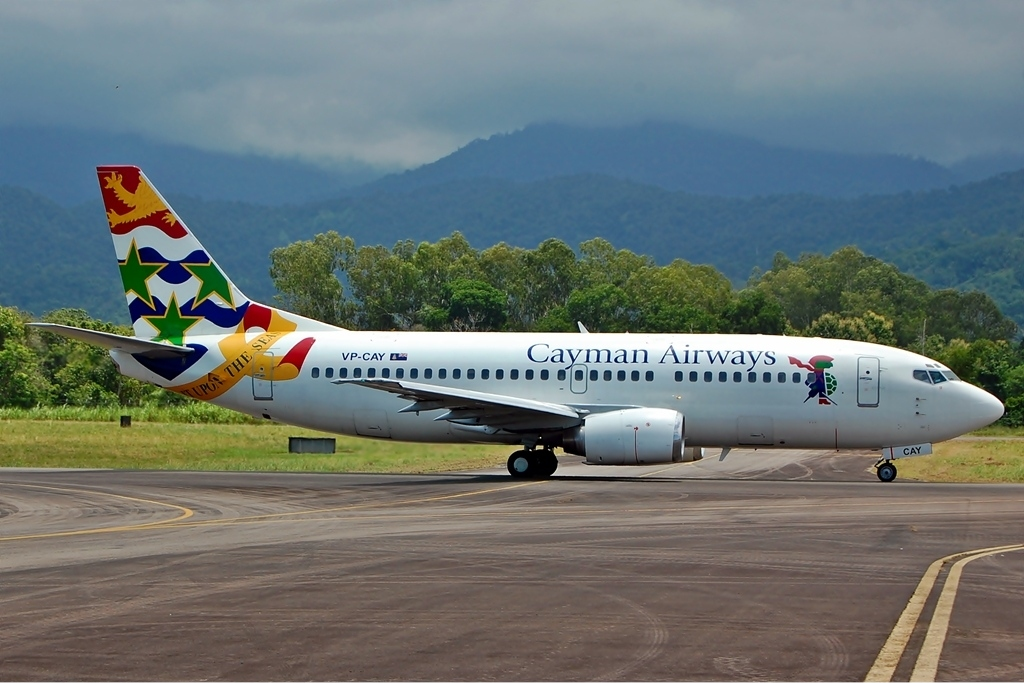
Avión Boeing 737-300 de Cayman Airways.
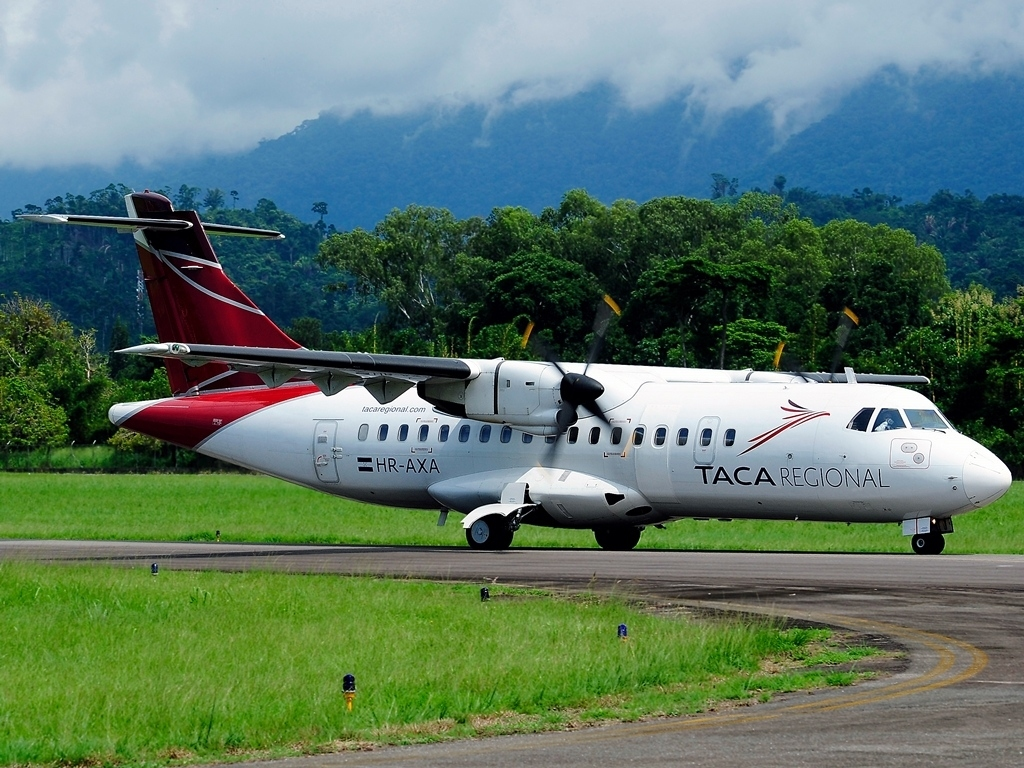
Avión de TACA.
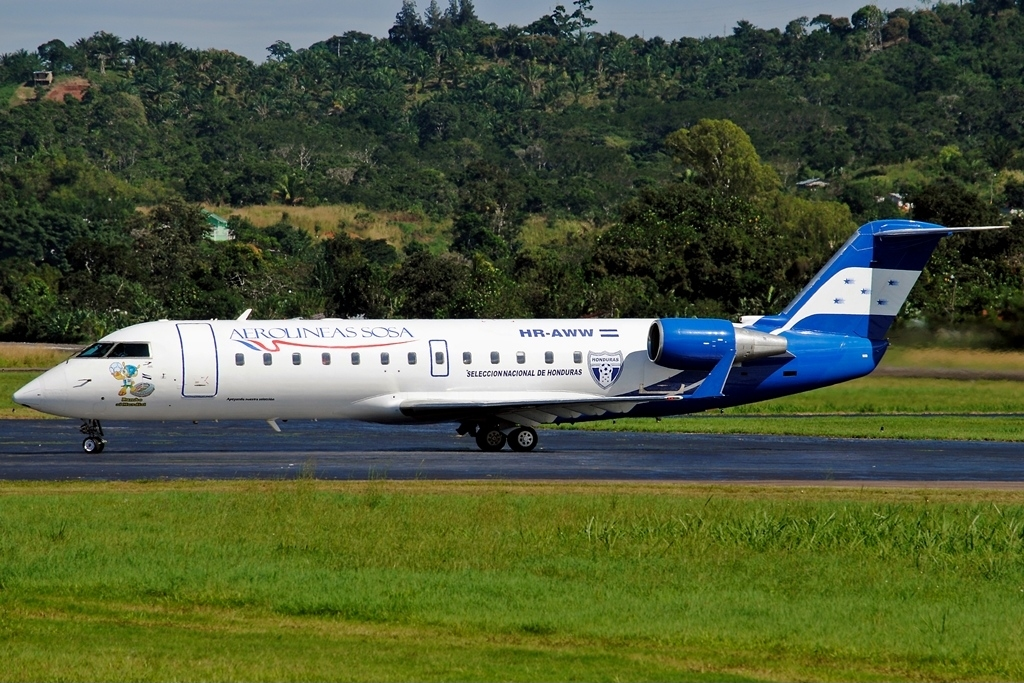
Avión de Aerolíneas Sosa.
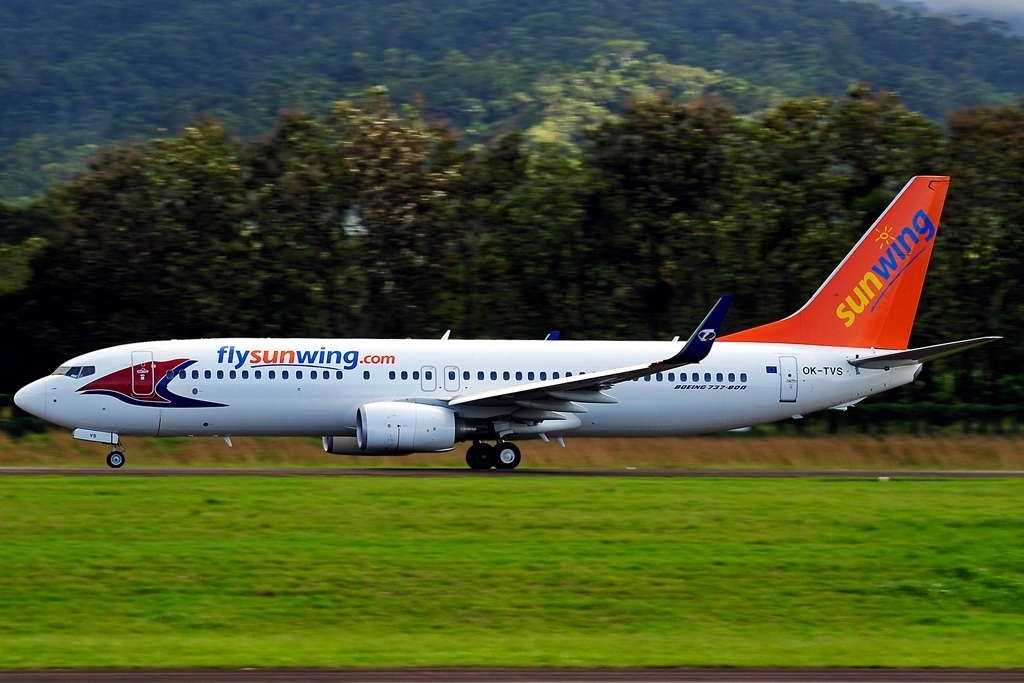
Avión Boeing 737-86N de Sunwing Airlines.